# لینامار
لینامار (انگلیسی: Linamar) شرکت خودروسازی کانادایی است، که در سال ۱۹۶۶ تأسیس شد.